# Seongnam FC
Der Seongnam Football Club ist ein Fußballfranchise aus Seongnam, Südkorea, und spielt aktuell (2024) in der K League 2, der zweithöchsten Spielklasse Südkoreas. Die Mannschaft ist mit sieben Meisterschaften ehemaliger südkoreanischer Rekordmeister.

## Geschichte

### Gründung
1975 erklärte der Vorsitzende der Vereinigungskirche Sun Myung Moon nach den Olympischen Sommerspielen 1988 einen eigenen Profifußballverein gründen zu wollen. Am 20. September 1988 genehmigte der Ausschuss der K League, die Gründung des Vereins Ilhwa Chunma FC und am 1. November desselben Jahres wurde der Verein offiziell im Seoul Capital Hotel gegründet. Eigentümer des Vereins wurde die Vereinigungskirche.
Die erste Heimspielstätte wurde das Dongdaemun-Stadion in Seoul, in welchem sie von 1989 bis 1995 ihre Heimspiele austrugen. Als erster Trainer des Vereins wurde Park Jong-hwan vorgestellt.

### Erste Spielzeiten (1989–1991)
Die ersten Spielzeiten verliefen schlecht. 1989 beendete der Verein die Saison auf dem vorletzten, 1990 auf den letzten und 1991 erneut auf dem vorletzten Platz.

### Die ersten Titelerfolge (1992–1995)
1992 erreichte der Verein überraschend den 2. Platz in der Liga und wurden somit erstmals Vizemeister. Auch im Ligapokal konnte man erstmals Erfolge verzeichnen. Schon in der ersten Austragung des Ligapokals konnte der Verein den Ligapokal gewinnen.
1993 konnte der Verein souverän mit 64 Punkten nach der vorjährigen Vizemeisterschaft dann auch die Meisterschaft feiern. Im Ligapokal hingegen konnten sie den Titel nicht verteidigen und wurden nur Fünftplatzierter.
1994 startete der Verein erstmals als Titelverteidiger in der Liga und konnte mit 3 Punkten Vorsprung auf Yukong Elephants den Titel erneut gewinnen. Im Ligapokal hingegen erreichte der Verein nur Platz 4.
1995 konnte der Verein zum dritten Mal in Folge die Meisterschaft feiern. Bis dahin hatte dies kein anderer Verein geschafft. Auch im Ligapokal konnten sie wieder Erfolge verzeichnen. Der Verein beendete den Ligapokal auf Platz 2 und wurde somit Vize. Im gleichen Jahr trat der Verein erstmals in der Asian Club Championship an, in der sie in der Saison 1994/95 den 4. Platz erreichten. In der darauffolgenden Austragung für die Spielzeit 1995 konnte der Verein sogar erstmals den Titel des kontinentalen Wettbewerbes gewinnen. Der Verein wurde somit zum erfolgreichsten Verein in Südkorea.

### Cheonan-Ära (1996–1999)
Nach Ende der Saison 1995 sollte der Verein nach den Willen der K League im Rahmen der Dezentralisierungspolitik aus Seoul wegziehen. Diesbezüglich erhielt der Verein ein Angebot aus Cheonan, in dem die Stadt für die Kosten des neuen Stadions, das bis 2001 fertig gebaut werden sollte, aufkommt und bis dahin zunächst im Cheonan-Oryong-Stadion ihre Heimspiele austrägt. Dieses Angebot nahm der Verein an und zog nach Cheonan um. Nach dem erfolgreich verlaufenen Umzug nannte sich der Verein in Cheonan Ilhwa Chunma um.
Dennoch verliefen die Spielzeiten in Cheonan schlecht. 1996 erreichte der Verein einen sehr enttäuschenden 8. Platz, weshalb der Trainer in der Saison beurlaubt wurde und interimsweise von Lee jang-su bis Saisonende ersetzt wurde. Im zum ersten Mal ausgetragenen Korean FA Cup erreichten sie immerhin in der Spielzeit 1996 das Achtelfinale. Im Adidas-Cup hingegen konnte sie nicht an den Erfolg des letzten Jahres anknüpfen. Im Ligapokal wurden sie nur Fünftplatzierter. Sie konnten allerdings im Asia Super Cup Erfolge verzeichnen. 1996 traten sie gegen Bellmare Hiratsuka an und konnten durch einen Hin 5:3- und durch einen 1:0-Auswärtssieg den Pokal gewinnen. Außerdem gewannen sie 1996 den Afro-Asien-Pokal. Dazu traten sie gegen die Orlando Pirates, das im Hinspiel 0:0 und im Rückspiel 5:0 für Ilhwa ausging.

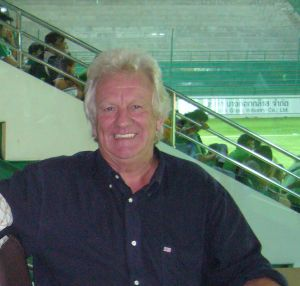
Ehemaliger Trainer René Desaeyere

Für die neue Saison 1997 verpflichtete der Verein erstmals mit René Desaeyere einen ausländischen Trainer. Aber auch er konnte keine Erfolge in der Liga verzeichnen. Unter ihm spielte der Verein nur im untersten Mittelfeld mit. Am Ende der Saison erreichte der Verein einen 8. Platz. Im Pokal hingegen lief es besser. 1997 erreichte der Verein sogar das Finale, scheiterte aber an den Jeonnam Dragons mit 0:1. Der Verein verbesserte sich zudem auch im Adidas-Cup. Am Ende erreichte man einen guten 4. Platz im Ligapokal, hingegen kam man im Prospec-Cup nicht über die Gruppenphase hinaus. Im Asian Club Championship konnte der Verein sich bis in das Finale durchkämpfen, musste sich dann aber gegen die Pohang Steelers mit 1:2 geschlagen geben.
Auch 1998 konnte der Verein in der Liga keine Erfolge verzeichnen und wurde sogar erstmals seit langer Zeit wieder letzter. Als Konsequenz daraus musste der Trainer René Desaeyere seinen Posten räumen und wurde durch Cha Kyeong-bok ersetzt. Im FA Cup konnte der Verein sich nicht wie zuletzt in das Finale vorkämpfen. Der Verein schied schon im Viertelfinale gegen den Ulsan Hyundai Horang-i aus. Das Spiel verloren sie im Elfmeterschießen mit 3:4. Auch in den beiden Ligapokalen konnte keine Erfolge verzeichnet werden. Im Adidas-Cup scheiterte man schon in der Gruppenphase und im Prospect-Cup erreichte man nur einen 5. Platz.
Die Saison 1999 verlief erneut durchwachsen. In der Liga kam der Verein erneut nicht über den 10. Platz hinaus, dennoch konnte der Verein den FA Cup gewinnen. Im Ligapokal konnte kleine Erfolge verzeichnet werden. Im Adidas-Cup erreichte man das Viertelfinale, aber im Südkoreanischer-Feuer-Cup konnte man einen guten 3. Platz erkämpfen. Trotz der Übereinkunft mit der Stadt Cheonan, die mittlerweile auch das Stadion bauen ließ, entschied sich der Verein nach Seongnam umzuziehen und sich dort in Seongnam Ilhwa Chunma FC umzubenennen, was in Cheonan sehr verärgert aufgenommen wurde.

### Erfolgreiche Jahre unter Cha Kyeong-bok-Ära (2000–2004)

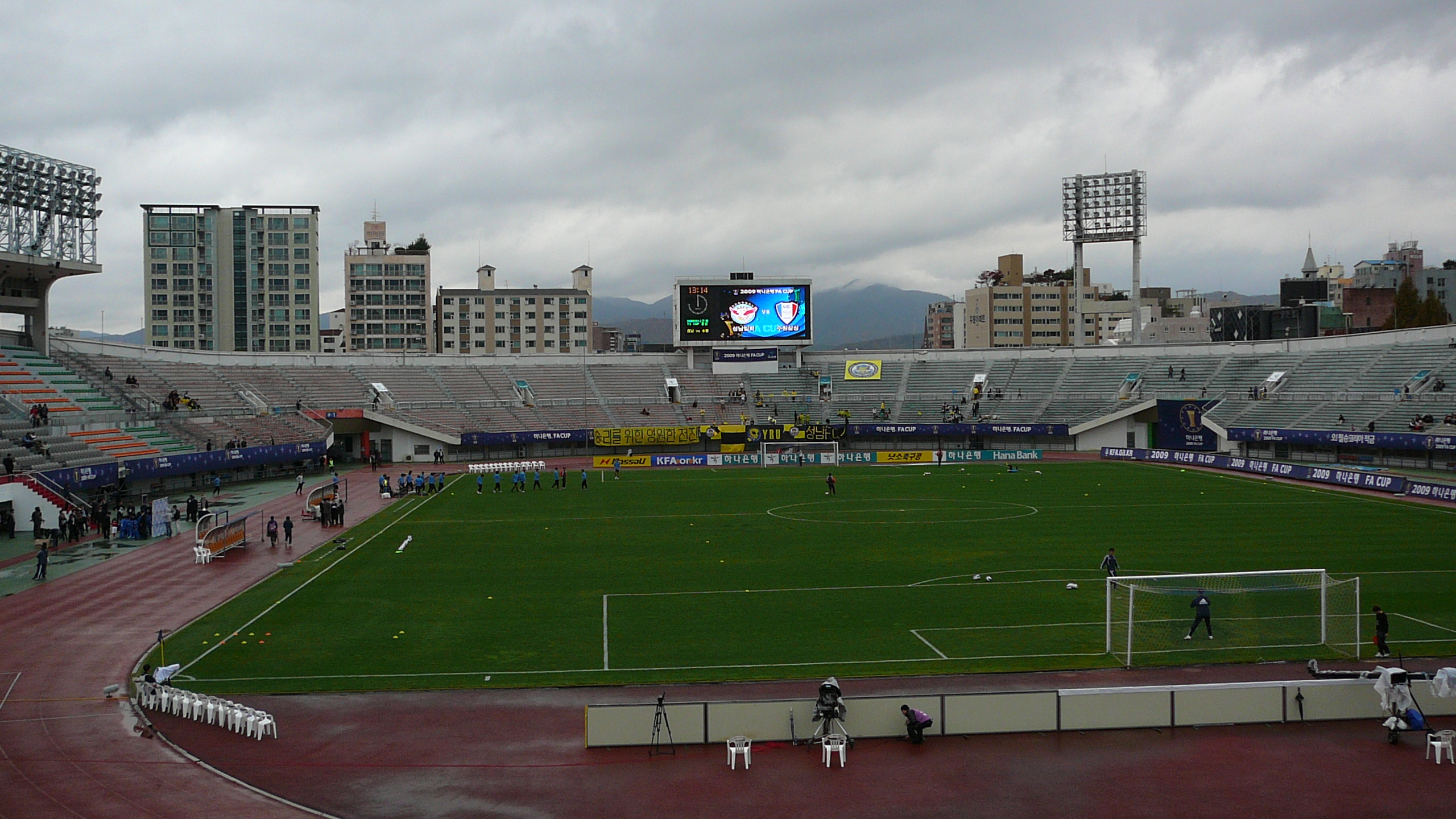
Neue Heimstätte des Vereins:das Seongnam-Stadion

Nach dem Umzug konnte der Verein wieder Erfolge verzeichnen. In der Saison 2000 wurden sie auf Anhieb wieder Drittplatzierter und im Korean FA Cup stieß man bis in das Finale vor. Den Superpokal hingegen verlor man im Elfmeterschießen gegen Suwon Samsung Bluewings. Im Adidas-Cup konnten sie den zweiten Platz erreichen und im Südkoreanischen-Feuer-Cup wurde man Dritter.
Die darauffolgenden Jahren wurden die erfolgreichsten Zeiten des Verein. 2001, 2002 und 2003 konnten sie die Meisterschaft erneut feiern. Im Adidas-Cup wurde man 2001 Dritter. 2002 erreichte der Verein im Korean FA Cup den 3. Platz und konnten den Superpokal gewinnen. Zudem konnte der Verein nach 1992 den Adidas-Cup zum zweiten Mal gewinnen. 2003 hingegen konnten sie nur die Ligameisterschaft feiern.
2004 beendete der Verein die Saison auf einem schwachen 9. Tabellenplatz. Im Superpokal verlor man gegen Jeonbuk Hyundai mit 0:2, aber man konnte den Samsung-Hauzen-Cup gewinnen. International erreichte der Verein erstmals nach 1997 wieder das Finale des Kontinentalen Wettbewerbes. Im Finale traf man auf Ittihad FC. Im Hinspiel konnte sich Ilhwa mit 3:1 durchsetzen, jedoch verloren sie das Rückspiel mit 0:5 und verloren somit das Finale. Ende 2004 beendete Cha Kyeong-bok seine Arbeit bei Ilhwa und verließ den Verein.

### Kim Hak-beom-Ära (2005–2008)

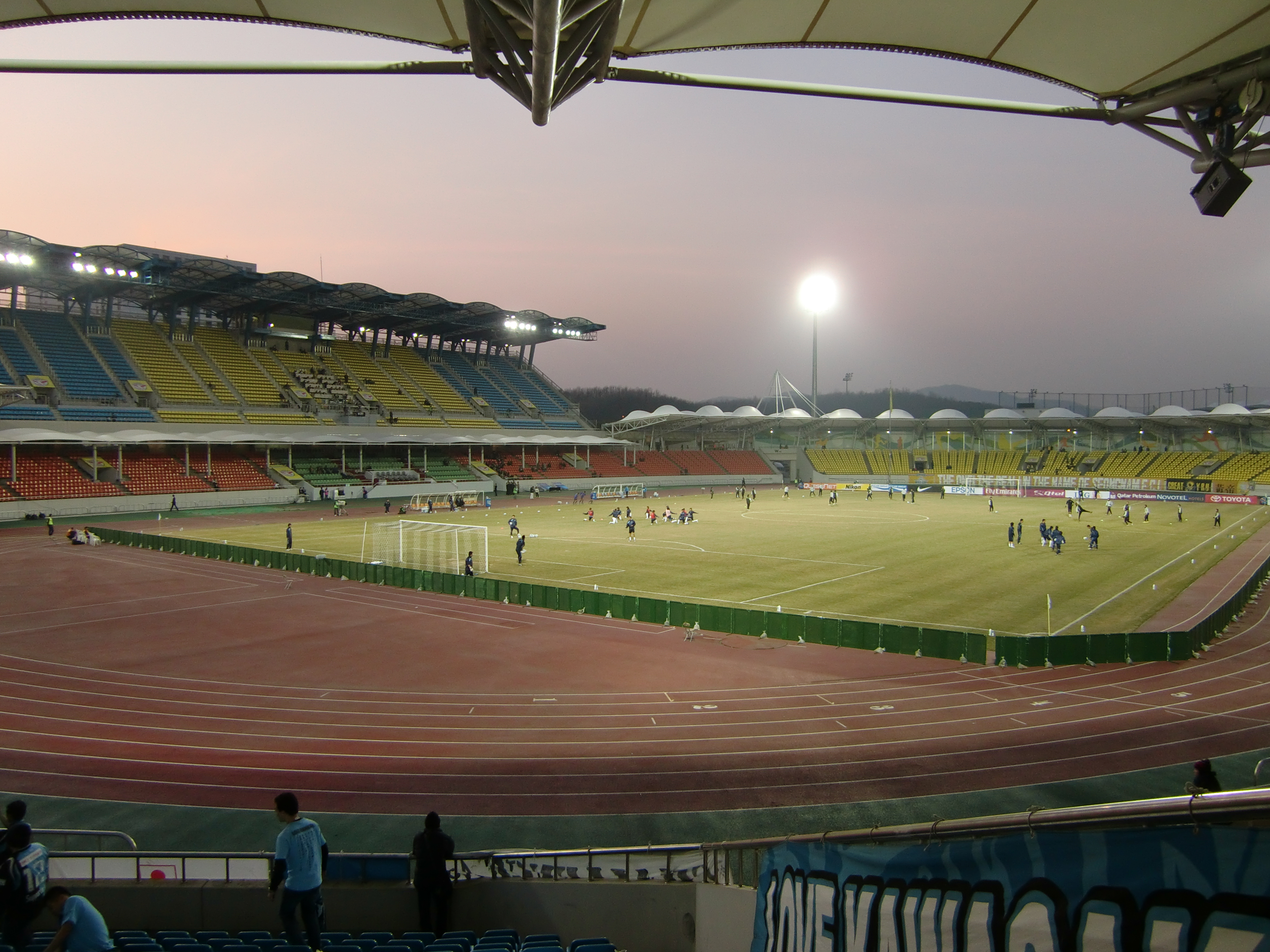
Seit 2005 aktuelle Heimspielstätte: Das Tancheon-Stadion

Als Nachfolgetrainer von Cha Kyeong-bok wurde Kim Hak-beom vorgestellt. Unter ihm konnte der Verein allerdings nicht mehr so wirklich an die Erfolge von Cha Kyeong-bok anknüpfen. 2005 erreichte der Verein wieder einen 3. Platz in der Liga, aber im FA Cup schied man schon im Achtelfinale aus. Auch im Ligapokal wurde man nur enttäuschter 8. Platzierter.
2006 konnte der Verein wieder die Ligameisterschaft feiern. Bis heute hin, hat der Verein nach 2006 allerdings keine Ligaspielzeit mehr gewinnen können. dasselbe galt für den Ligapokal. Im Samsung-Hauzen-Cup erreichten sie den 2. Platz. Bis zur Abschaffung des Ligapokals im Jahr 2011 war dies ihr letzter großer Erfolg gewesen in diesem Turnier. Im FA Cup kam der Verein überraschend nicht über das Sechzehntelfinale hinaus. 2007 erreichte zwar der Verein einen 2. Platz, konnte aber seinen Titel nicht verteidigen. Im FA Cup scheiterte der Verein im Achtelfinale an Jeju United. Im Elfmeterschießen unterlag man mit 4:5.
2008 beendete der Verein die Spielzeit auf Platz 5. Der Verein erreichte diesmal im Pokal zwar das Viertelfinale, verlor aber im Elfmeterschießen mit 7:8 an den Pohang Steelers. Im Ligapokal erreichte der Verein erneut nur das Achtelfinale. Nach dieser erfolglosen Saison wurde Kim hak-beom entlassen und Shin Tae-yong als neuer Trainer vorgestellt.

### Shin Tae-yong-Ära (2009–2011)

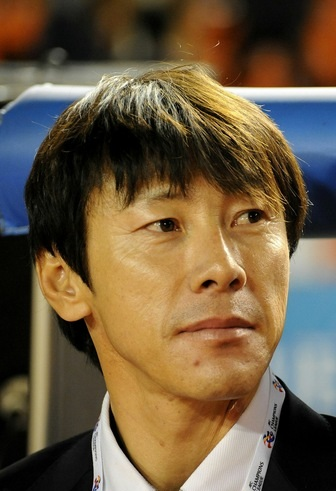
Shin Tae-yong im AFC-Champions-League-Finale 2010

In der ersten Spielzeit unter Shin Tae-yong konnte der Verein 2009 einen zweiten Platz in der Liga erreichen. Im Pokal konnte der Verein sich bis in das Finale durchkämpfen, scheiterte aber im Elfmeterschießen mit 2:4 an den Suwon Samsung Bluewings. Im Peace-Cup erreichte der Verein hingegen nur das Viertelfinale. 2010 kam der Verein nicht über den 4. Platz hinaus. Auch im FA Cup scheiterte man im Viertelfinale an Jeju United mit 0:2. Im POSCO-Cup schied der Verein schon in der Gruppenphase aus. Die AFC Champions League hingegen verlief deutlich besser. Am 13. November 2010 gewann der Klub durch einen 3:1-Sieg gegen den iranischen Vertreter FC Zob Ahan erneut den Titel in der AFC Champions League und qualifizierte sich damit auch für die Teilnahme an der FIFA-Klub-Weltmeisterschaft 2010 in Abu Dhabi; das Turnier beendete man auf Platz 4.

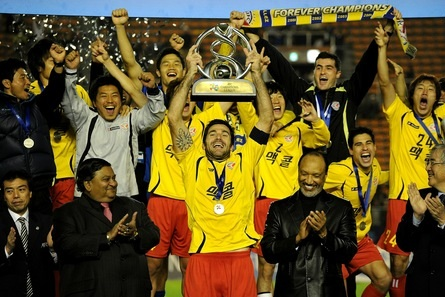
Sieger vom AFC-Champions-League-Finale 2010

2011 verlief hingegen schlecht in der Liga. Am Ende der Saison erreichte der Verein einen sehr enttäuschenden 10. Platz nur. Auch im Rush-and-Cash-Cup schied man erneut in der Gruppenphase aus. Die Pokalsaison verlief hingegen deutlich besser. Der Verein erreichte das Finale und konnte dort mit 1:0 über die Suwon Samsung Bluewings den Titel gewinnen.
Die Spielzeit 2012 wurde zur schwersten Spielzeit des Vereins. Der Verein spielte ausschließlich gegen den Abstieg statt um die Meisterschaft. Am Ende beendete man die Saison auf Platz 12. Auch im Pokal schied man früh aus. Im Achtelfinale schied man zuhause mit 1:2 gegen Ulsan Hyundai früh schon aus den Pokalwettbewerb. In der Champions League erreichte man ebenso nur das Achtelfinale. Am Ende der Saison wurde Shin Tae-yong als Trainer beurlaubt und mit Ahn Ik-su ein neuer Trainer vorgestellt.

### Seongnam FC-Ära (2013–2015)
Mitte der Saison 2012 wurde bekannt, dass die Vereinigungskirche beabsichtigte, den Verein an die Stadt Ansan zu verkaufen zu wollen und den Verein umziehen zu lassen. Dies sorgte für massivste Proteste von Seiten verschiedenster Fanlager in Südkorea. Am Ende kaufte die Stadt Seongnam den Verein und nannte diesen in Seongnam FC um. Seit 2013 befindet sich somit der Verein in Städtischer Hand.
Unter Ahn Ik-su konnte der Verein erstmals wieder im Einstelligen Tabellenbereich sich platzieren. Der Verein beendete die Saison auf Platz 8. Im Pokal hingegen erreichte der Verein das Achtelfinale, scheiterte aber zuhause im Elfmeterschießen mit 2:4 an den Pohang Steelers erneut. Nach Ende der Saison musste Ahn Ik-su gehen und der Verein stellte mit Park Jong-hwan einen neuen Trainer vor.
2014 verschlechterte sich der Verein in der Liga. Der Verein beendete die Saison auf Platz 9. Die Pokalsaison verlief hingegen deutlich besser. Im Finale gewann der Verein durch ein 4:2 im Elfmeterschießen gegen den FC Seoul den FA Cup. Der Gewinn des Pokals ist bis heute hin der letzte Titel, den der Verein gewann. Nachdem zwei Interimstrainer entlassen worden waren, wurde mit Kim Hak-beom ein altbekannter Trainer vorgestellt.
Unter dem neuen Trainer konnte der Verein erstmals wieder einen 5. Platz erreichen. Im Pokal erreichte man immerhin das Viertelfinale. In der Champions League schied der Verein hingegen schon im Achtelfinale aus.

### Abstieg und Neuanfang (2016–2017)
Die Spielzeit 2016 wurde für den Verein zur schlechtesten der Vereinsgeschichte. Während der Verein bis zum 25. Spieltag um die internationalen Plätze spielten, brach der Verein plötzlich ergebnismäßig ein. Der Verein rutschte bis zum 33. Spieltag auf Platz 8 runter und spielte nun gegen den Abstieg. Der Verein entließ daraufhin Kim Hak-beom und stattdessen wurde der Interimsweise Gu Sang-bum eingestellt. Allerdings konnte auch er den Absturz nicht verhindern. Bis zum letzten Spieltag rutschte der Verein auf den 11. und damit verbunden den Relegationsplatz ab. Auch er wurde kurzerhand entlassen und mit Byeon Seong-hwan wurde der nächste Interimstrainer vorgestellt. Nachdem der Verein im Hinspiel 0:0 gegen Gangwon FC gespielt hatte, konnte der Verein ein 1:1 zuhause gegen Gangwon FC erkämpfen. Dennoch musste der Verein aufgrund der Auswärtsregelung absteigen. Nach den Relegationsspielen wurde auch Byeon Seong-hwan entlassen. Der Verein stieg somit zum ersten Mal in der Vereinsgeschichte in die 2. Liga ab.
In der 2. Liga stellte sich der Verein neu auf und gab als Saisonziel den direkten Wiederaufstieg aus. Mit Park Kyeong-hun verpflichtete der Verein einen erfahrenen Trainer. Nachdem der Verein zwischendurch aber bis zum 23. Spieltag letzter der Liga war, konnte sich die Mannschaft stabilisieren und noch den 4. Platz erreichen. Dort scheiterte man aber an Asan Mugunghwa FC und somit wurde das Ziel des Wiederaufstieges verfehlt. Nach Ende der Saison musste auch Park Kyeong-hun gehen.

### Gegenwart (2018−)
Für die neue Saison verpflichtete man den ehemaligen Gwangju-FC-Trainer Nam Ki-il.

## Historie-Übersicht
| Saison | K League | K League | FA Cup        | FA Cup            | Ligapokal                 | Ligapokal | AFC Champions League | AFC Champions League | FIFA-Klub-Weltmeisterschaft | FIFA-Klub-Weltmeisterschaft | Trainer       | Trainer                                                |
| Saison | Div.     | Platz    | Wettbewerb    | Platz             | Wettbewerb                | Platz     | Wettbewerb           | Platz                | Wettbewerb                  | Platz                       | Nr.           | Name                                                   |
| ------ | -------- | -------- | ------------- | ----------------- | ------------------------- | --------- | -------------------- | -------------------- | --------------------------- | --------------------------- | ------------- | ------------------------------------------------------ |
| 1989   | 1        | 5.       | -             | -                 | -                         | -         | -                    | -                    | -                           | -                           | 1.            | Park Jong-hwan                                         |
| 1990   | 1        | 6.       | -             | -                 | -                         | -         | -                    | -                    | -                           | -                           | 1.            | Park Jong-hwan                                         |
| 1991   | 1        | 5.       | -             | -                 | -                         | -         | -                    | -                    | -                           | -                           | 1.            | Park Jong-hwan                                         |
| 1992   | 1        | 2.       | -             | -                 | Adidas-Cup                | 1.        | -                    | -                    | -                           | -                           | 1.            | Park Jong-hwan                                         |
| 1993   | 1        | 1.       | -             | -                 | Adidas-Cup                | 5.        | -                    | -                    | -                           | -                           | 1.            | Park Jong-hwan                                         |
| 1994   | 1        | 1.       | -             | -                 | Adidas-Cup                | 4.        | -                    | -                    | -                           | -                           | 1.            | Park Jong-hwan                                         |
| 1995   | 1        | 1        | -             | -                 | Adidas-Cup                | 2.        | ACC                  | 4. Platz             | -                           | -                           | 1.            | Park Jong-hwan                                         |
| 1995   | 1        | 1        | -             | -                 | Adidas-Cup                | 2.        | ACC                  | Gewinner             | -                           | -                           | 1.            | Park Jong-hwan                                         |
| 1996   | 1        | 8.       | Korean FA Cup | Achtelfinale      | Adidas-Cup                | 2.        | ASC                  | Gewinner             | AAP                         | Gewinner                    | 1. 2.         | Park Jong-hwan Lee Jang-su                             |
| 1997   | 1        | 8        | Korean FA Cup | Finalist          | Adidas-Cup                | 4.        | ACC                  | 2.                   | -                           | -                           | 3.            | René Desaeyere                                         |
| 1997   | 1        | 8        | Korean FA Cup | Finalist          | Prospec-Cup               | GP        | ACC                  | 2.                   | -                           | -                           | 3.            | René Desaeyere                                         |
| 1998   | 1        | 10       | Korean FA Cup | Viertelfinale     | Adidas-Cup                | GP        | -                    | -                    | -                           | -                           | 3.            | René Desaeyere                                         |
| 1998   | 1        | 10       | Korean FA Cup | Viertelfinale     | Phillip-Morris-Cup        | 5         | -                    | -                    | -                           | -                           | 4.            | Cha Kyeong-bok                                         |
| 1999   | 1        | 10       | Korean FA Cup | Gewinner          | Adidas-Cup                | VF        | -                    | -                    | -                           | -                           | 4.            | Cha Kyeong-bok                                         |
| 1999   | 1        | 10       | Korean FA Cup | Gewinner          | Südkoreanischer-Feuer-Cup | 3         | -                    | -                    | -                           | -                           | 4.            | Cha Kyeong-bok                                         |
| 2000   | 1        | 3        | Korean FA Cup | Finalist          | Adidas-Cup                | 2         | -                    | -                    | -                           | -                           | 4.            | Cha Kyeong-bok                                         |
| 2000   | 1        | 3        | Superpokal    | Finalist          | Südkoreanischer-Feuer-Cup | 3         | -                    | -                    | -                           | -                           | 4.            | Cha Kyeong-bok                                         |
| 2001   | 1        | 1.       | Korean FA Cup | Viertelfinale     | Adidas-Cup                | 3         | AdP                  | Achtelfinale         | -                           | -                           | 4.            | Cha Kyeong-bok                                         |
| 2002   | 1        | 1        | Korean FA Cup | 3. Platz          | Adidas-Cup                | 1         | -                    | -                    | -                           | -                           | 4.            | Cha Kyeong-bok                                         |
| 2002   | 1        | 1        | Superpokal    | Gewinner          | Adidas-Cup                | 1         | -                    | -                    | -                           | -                           | 4.            | Cha Kyeong-bok                                         |
| 2003   | 1        | 1.       | Korean FA Cup | Achtelfinale      | -                         | -         | ACL                  | Gruppe B             | -                           | -                           | 4.            | Cha Kyeong-bok                                         |
| 2004   | 1        | 9        | Korean FA Cup | Sechzehntelfinale | Samsung-Hauzen-Cup        | 1         | ACL                  | Finalist             | -                           | -                           | 4.            | Cha Kyeong-bok                                         |
| 2004   | 1        | 9        | Superpokal    | Finalist          | Samsung-Hauzen-Cup        | 1         | ACL                  | Finalist             | -                           | -                           | 4.            | Cha Kyeong-bok                                         |
| 2005   | 1        | 3.       | Korean FA Cup | Achtelfinale      | Samsung-Hauzen-Cup        | 8         | -                    | -                    | -                           | -                           | 5.            | Kim Hak-beom                                           |
| 2006   | 1        | 1.       | Korean FA Cup | Sechzehntelfinale | Samsung-Hauzen-Cup        | 2         | -                    | -                    | -                           | -                           | 5.            | Kim Hak-beom                                           |
| 2007   | 1        | 2.       | Korean FA Cup | Achtelfinale      | Samsung-Hauzen-Cup        | AF        | ACL                  | 3. Platz             | -                           | -                           | 5.            | Kim Hak-beom                                           |
| 2008   | 1        | 5.       | Korean FA Cup | Viertelfinale     | Samsung-Hauzen-Cup        | AF        | -                    | -                    | -                           | -                           | 5.            | Kim Hak-beom                                           |
| 2009   | 1        | 2.       | Korean FA Cup | Finalist          | Peace-Cup                 | VF        | -                    | -                    | -                           | -                           | 6.            | Shin Tae-yong                                          |
| 2010   | 1        | 4.       | Korean FA Cup | Achtelfinale      | POSCO-Cup                 | GP        | ACL                  | Gewinner             | Klub-WM                     | 4. Platz                    | 6.            | Shin Tae-yong                                          |
| 2011   | 1        | 10.      | Korean FA Cup | Achtelfinale      | Rush-and-Cash-Cup         | GP        | -                    | -                    | -                           | -                           | 6.            | Shin Tae-yong                                          |
| 2012   | 1        | 12.      | Korean FA Cup | Achtelfinale      | -                         | -         | ACL                  | Achtelfinale         | -                           | -                           | 6.            | Shin Tae-yong                                          |
| 2013   | 1        | 8.       | Korean FA Cup | Achtelfinale      | -                         | -         | -                    | -                    | -                           | -                           | 7.            | Ahn Ik-su                                              |
| 2014   | 1        | 9.       | Korean FA Cup | Gewinner          | -                         | -         | -                    | -                    | -                           | -                           | 8. Interim 9. | Park Jong-hwan Lee Sang-yun Lee Yeong-jin Kim Hak-beom |
| 2015   | 1        | 5.       | Korean FA Cup | Viertelfinale     | -                         | -         | ACL                  | Achtelfinale         | -                           | -                           | 9.            | Kim Hak-beom                                           |
| 2016   | 1        | 11.      | Korean FA Cup | Viertelfinale     | -                         | -         | -                    | -                    | -                           | -                           | 9. Interim    | Kim Hak-beom Gu Sang-bum Byeon Seong-hwan              |
| 2017   | 2        | 4.       | Korean FA Cup | Viertelfinale     | -                         | -         | -                    | -                    | -                           | -                           | 10.           | Park Kyeong-hun                                        |
| 2018   | 2        | 2.       | Korean FA Cup | 4. Hauptrunde     | -                         | -         | -                    | -                    | -                           | -                           | 11.           | Nam Ki-il                                              |
| 2019   | 1        | 9.       | Korean FA Cup | 4. Hauptrunde     | -                         | -         | -                    | -                    | -                           | -                           | 11.           | Nam Ki-il                                              |
| 2020   | 1        | 10.      | Korean FA Cup | Halbfinale        | -                         | -         | -                    | -                    | -                           | -                           | 12.           | Kim Nam-il                                             |
| 2021   | 1        | 10.      | Korean FA Cup | Achtelfinale      | -                         | -         | -                    | -                    | -                           | -                           | 12.           | Kim Nam-il                                             |
| 2022   | 1        | 12.      | Korean FA Cup | Achtelfinale      | -                         | -         | -                    | -                    | -                           | -                           | 12. Interim   | Kim Nam-il Jeong Kyeong-ho                             |
| 2023   | 2        | 9.       | Korean FA Cup | Achtelfinale      | -                         | -         | -                    | -                    | -                           | -                           | 13.           | Lee Ki-hyung                                           |

## Stadion
| Stadion | Name                   | Eigentümer               | Eröffnung | Nutzungszeitraum | Nutzungszeitraum |
| Stadion | Name                   | Eigentümer               | Eröffnung | Von              | Bis              |
| ------- | ---------------------- | ------------------------ | --------- | ---------------- | ---------------- |
|         | Dongdaemun-Stadion     | Stadtverwaltung Seoul    | 1925      | 1989             | 1995             |
|         | Cheonan-Oryong-Stadion | Stadtverwaltung Cheonan  | 1983      | 1996             | 1999             |
|         | Seongnam-Stadion       | Stadtverwaltung Seongnam | 1984      | 2000 2009        | 2004 2009        |
|         | Tancheon-Stadion       | Stadtverwaltung Seongnam | 2002      | 2005 2010        | 2008 0           |

## Erfolge

### Nationale Titel
- Südkoreanische Fußballmeisterschaft (7): 1993, 1994, 1995, 2001, 2002, 2003, 2006
- Korean FA Cup (3): 1999, 2011, 2014
- Südkoreanischer Ligapokal (3): 1992, 2002, 2004
- Südkoreanischer Fußball-Supercup (1): 2002

### Internationale Titel
- AFC Champions League (2): 1995, 2010
- Asian Super Cup (1): 1996
- A3 Champions Cup (1): 2004
- Afroasiatischer Pokal (1): 1996
- Lunar New Year Cup (1): 2012
- Peace Cup (1): 2012

## Auszeichnungen
- Mannschaft des Jahres der AFC: 2010